# 天主教諾托教區
天主教諾托教區（拉丁語：Dioecesis Netensis）是天主教會在義大利的一個教區。屬錫拉庫薩總教區。
教區成立於1844年5月15日，包括錫拉庫薩省五市、拉古薩省四市。2004年有教友211,000人，佔轄區總人口99.3%。教區下轄九十八個堂區，有117名司鐸。現任教區主教為安多尼·斯達亞諾。